# Café Martínez
Café Martínez es una cadena argentina de café, fundada en 1933 por Atilano Martínez, un inmigrante español. Originalmente contaba con un único local y, desde 1995, los nietos del fundador han desarrollado el formato de franquicias de cafetería gourmet.
Es una de las cadenas de cafeterías de Buenos Aires con más locales, junto con Havanna y Tienda de Café.

## Expansión
La compañía fue fundada en 1933 por Atilano Martínez. un inmigrante español, que durante la mayor parte de su existencia, mantuvo un local en Talcahuano 948, Buenos Aires, dedicado a la importación, elaboración y distribución mayorista de café.
En 1995, los nietos de los fundadores comenzaron a desarrollar el concepto de cafeterías gourmet, aunque entendiendo esto como la venta de comida descongelada y recalentada. 
Para el año 2000, luego de varios años de experiencia con 5 locales, se comenzó a franquiciar la marca. Sumando a su menú propuestas de sandwichs y ensaladas elaborados, teniendo en cuenta los distintos perfiles y exigencias de sus comensales. En el año 2014, la cadena contaba con 122 locales en Argentina y otros 15 en el exterior, repartidos en Chile, Emiratos Árabes Unidos, España, Paraguay, Uruguay,  Estados Unidos, y Bolivia.